# Valmadrid
Valmadrid es un municipio español de la provincia de Zaragoza perteneciente a la comarca de Campo de Belchite, comunidad autónoma de Aragón. Tiene un área de 50,39 km².

## Demografía
Valmadrid cuenta con una población de 127 habitantes (INE 2024).
| Gráfica de evolución demográfica de Valmadrid entre 1842 y 2021                                                     |
| |
| Población de derecho según los censos de población del INE Población de hecho según los censos de población del INE |

## Administración y política
| Período   | Alcalde             | Partido |  |
| --------- | ------------------- | ------- |  |
| 1979-1983 | Orencio Rúa Tello   | PAR     |  |
| 1983-1987 |                     |         |  |
| 1987-1991 |                     |         |  |
| 1991-1995 |                     |         |  |
| 1995-1999 |                     |         |  |
| 1999-2003 |                     |         |  |
| 2003-2007 | Alfredo López Arnal | PP      |  |
| 2007-2011 | Alfredo López Arnal | PP      |  |
| 2011-2015 | Alfredo López Arnal | PP      |  |
| 2015-2019 | Alfredo López Arnal | PP      |  |
| 2019-2023 | Alfredo López Arnal | PP      |  |
| 2023-act. | Alfredo López Arnal | PP      |  |

| Partido político    | Partido político                                   | 2003   | 2007   | 2011   | 2015   | 2019   | 2023   |
| Partido político    | Partido político                                   | Ediles | Ediles | Ediles | Ediles | Ediles | Ediles |
|                     | Partido Popular de Aragón (PP)                     | 1      | 1      | 4      | 4      | 4      | 3      |
|                     | Partido de los Socialistas de Aragón (PSOE-Aragón) | —      | —      | 1      | 1      | 1      | 1      |
|                     | Ciudadanos (CS)                                    | —      | —      | —      | —      | —      | 1      |
| Total de concejales | Total de concejales                                | 1      | 1      | 5      | 5      | 5      | 5      |